# Mühlen Eichsen
Mühlen Eichsen [ˈmyːlən ˈaɪksən] ist eine Gemeinde im Landkreis Nordwestmecklenburg in Mecklenburg-Vorpommern (Deutschland). Die Gemeinde wird vom Amt Gadebusch mit Sitz in der Stadt Gadebusch verwaltet.

## Geografie
Die Gemeinde Mühlen Eichsen liegt zwischen der Landeshauptstadt Schwerin und der Stadt Grevesmühlen an der Stepenitz, die im Gemeindegebiet die Dalbergkuhle sowie den Groß Eichsener See durchfließt. Etwa einen Kilometer südlich von Mühlen Eichsen wird seit 1994 das Brandgräberfeld der vorrömischen Eisenzeit, eines der bedeutendsten Gräberfelder im Kerngebiet der Jastorf-Kultur, systematisch erforscht.
Umgeben wird Mühlen Eichsen von den Nachbargemeinden Rüting im Norden, Testorf-Steinfort im Nordosten, Dalberg-Wendelstorf im Osten, Cramonshagen im Südosten, Dragun im Süden sowie Veelböken im Westen.

## Ortsteile
Zu Mühlen Eichsen gehören die Ortsteile Goddin, Groß Eichsen, Schönfeld, Schönfeld Mühle und Webelsfelde.

## Geschichte
Mühlen Eichsen: Der Name von Mühlen Eichsen und Groß Eichsen lautete im 12. und 13. Jahrhundert Eichsen, in der Geschichte auch Exem, Ekessem oder Exen. Der Ort gehörte nach dem Isfriedschen Teilungsvertrag 1194 zum Bistum Ratzeburg und wurde 1230 im Ratzeburger Zehntregister erwähnt, welches die damals zum Bistum gehörenden Ortschaften geordnet nach Kirchspielen auflistet. Das heutige Mühlen Eichsen war lediglich ein Mühlengehöft mit der Bezeichnung Molnecsen, was am 2. April 1283 erstmals urkundlich erwähnt wurde, Groß Eichsen wurde mit Magna Eixen benannt. Die spätere Bezeichnung Lütken- oder Klein-Eichsen für Mühlen Eichsen, die für 1357 bezeugt ist, setzte sich nicht durch. Um 1200 schenkte der Graf von Schwerin die Orte Sülstorf, Goddin, Eichsen und Moraas dem im altmärkischen Werben (Elbe) beheimateten Johanniterorden. Dieser erwarb in der Folge weitere Orte und verlegte später seinen Sitz von Sülstorf nach Kraak, wo eine Komturei gegründet wurde. Mühlen Eichsen erhielt vor 1283 eine Kirche, um dessen Patronat zwischen dem Bischof von Ratzeburg und dem Orden gestritten wurde. Am 2. April 1283 wurde der Streit geschlichtet, der Orden erhielt das Patronat über die Kirchen in Groß- und Mühlen Eichsen. Groß Eichsen wurde Sitz eines Priors und eines Teils der Bruderschaft, hier wurde auch eine für den Ort große Kirche in Kreuzform gebaut, die im 16. Jahrhundert als „Münster zu Groß Eichsen“ bezeichnet wurde. In Folge entwickelte sich diese Kirche zum Wallfahrtsort, der auch von der mecklenburgischen Herzogsfamilie oft besucht wurde.
Zur Reformation wurde die Komturei aufgelöst, bis 1552 war der Schweriner Domherr Paschen Gustävel Prior, danach übernahm das Gut Groß Eichsen mit allen Gerechtigkeiten der herzogliche Kanzler und Rat Johann Lucka. Herzog Johann Albrecht I. beanspruchte die hohe Gerechtigkeit, Steuer, Landfolge und Jagd. 1560 wurde ein Kontrakt mit Lucka geschlossen und das Gut dem Herzog zurückverschrieben, der es seiner Gattin Anna Sophia von Preußen als Privateigentum überschrieb. Nach deren Tod 1591 verkaufte er das Gut zusammen mit Goddin an Kurt von Sperling. Mühlen Eichsen wurde 1639 von Herzog Adolf Friedrich I. an den Gadebuscher Amtmann Hundt verkauft. In den folgenden Jahrzehnten wechselten die Besitzer, unter anderem der Familien von Rantzau, von Stralendorff, von Schwartz, von Thiemen, von Könemann. Zuletzt gehörte die Begüterung der briefadeligen Familie von Leers. Moritz von Leers-Vietlübbe (* 1819; † 1898) stiftete einen Familienfideikommiss. Aus der Linie Mühlen-Eichsen des Adelsgeschlechts stammt auch der Autor Walter von Leers (* 1866; † 1932), Er publizierte die Zöglingsverzeichnisse I und II der Ritterakademie Brandenburg und bewirkte damit frühzeitig eine Öffnung des Fundus für die breite genealogische Forschung. Das Allodialgut Mühlen-Eichsen umfasste um 1928 konkret 380 ha. Dem Besitzer Ernst von Leers stand Administrator K. Block als Verwalter zur Seite. Administratoren waren den Gutsbesitzer oft durch die Kreditgeber, den Ritterschaft- und Landwirtschaftsbanken, empfohlen worden. Gut Goddin hatte eine Größe von 523 ha, Groß Eichsen 369 ha. Der Güterkomplex konnte durch Axel von Leers (* 1893; † 1959) bis zur Bodenreform gehalten werden. Die Nachfahren gingen nach La Paz, Entre Rios (Argentinien).
Am 1. Juli 1950 wurden die bis dahin eigenständigen Gemeinden Goddin und Webensfelde eingegliedert.
Schönfeld wurde 1194 als Stiftsgut Sconenuelde im Ratzeburger Zehntregister genannt. Erste Lehnsträger waren vermutlich die Herren von Schönfeld und danach u. a. die Familien von Schöneich (1512–1603), von Restorff (bis um 1718),  von Falckenberg (bis 1724), von Plessen (bis vor 1746), von Berkentin (bis 1755), von Bartels (bis 1771), Boeckmann (bis 1793), von Könemann (bis um 1820), von Leers (bis 1930) und von Plessen (bis 1945). Das Herrenhaus Schönfeld wurde ab 1822 errichtet und diente um 1900 der Familie des Reinhard von Leers (* 1872; † 1921), dann des Sohnes Johann-Peter von Leers (* 1914; † 1978) im Minorat als Herrensitz. 1933 erwarb Bernhard von Plessen-Damshagen (* 1908; † 2003) den Besitz. Es war nach 1945 Flüchtlingsunterkunft, dann Kindergarten, Schule und danach Ferienheim. 1991 erwarb und sanierte Christian von Plessen, 1939 in Schönfeld geboren, das Haus, den landwirtschaftlichen Betrieb leitet sein Sohn Magnus von Plessen.

## Dienstsiegel
Die Gemeinde verfügt über kein amtlich genehmigtes Hoheitszeichen, weder Wappen noch Flagge. Als Dienstsiegel wird das kleine Landessiegel mit dem Wappenbild des Landesteils Mecklenburg geführt. Es zeigt einen hersehenden Stierkopf mit abgerissenem Halsfell und Krone und der Umschrift „GEMEINDE MÜHLEN EICHSEN • LANDKREIS NORDWESTMECKLENBURG“.

## Sehenswürdigkeiten
- Backsteingotische Dorfkirche Mühlen Eichsen aus dem 14. Jahrhundert
- Backsteingotische Johanniter-Kirche Groß Eichsen aus dem 14. Jahrhundert
- Klassizistisches zweigeschossiges Herrenhaus Schönfeld von um 1825 nach Plänen von Joseph Christian Lillie
- Neogotisches Gutshaus Mühlen Eichsen von um 1850
- Alte Wassermühle aus dem 13. Jahrhundert

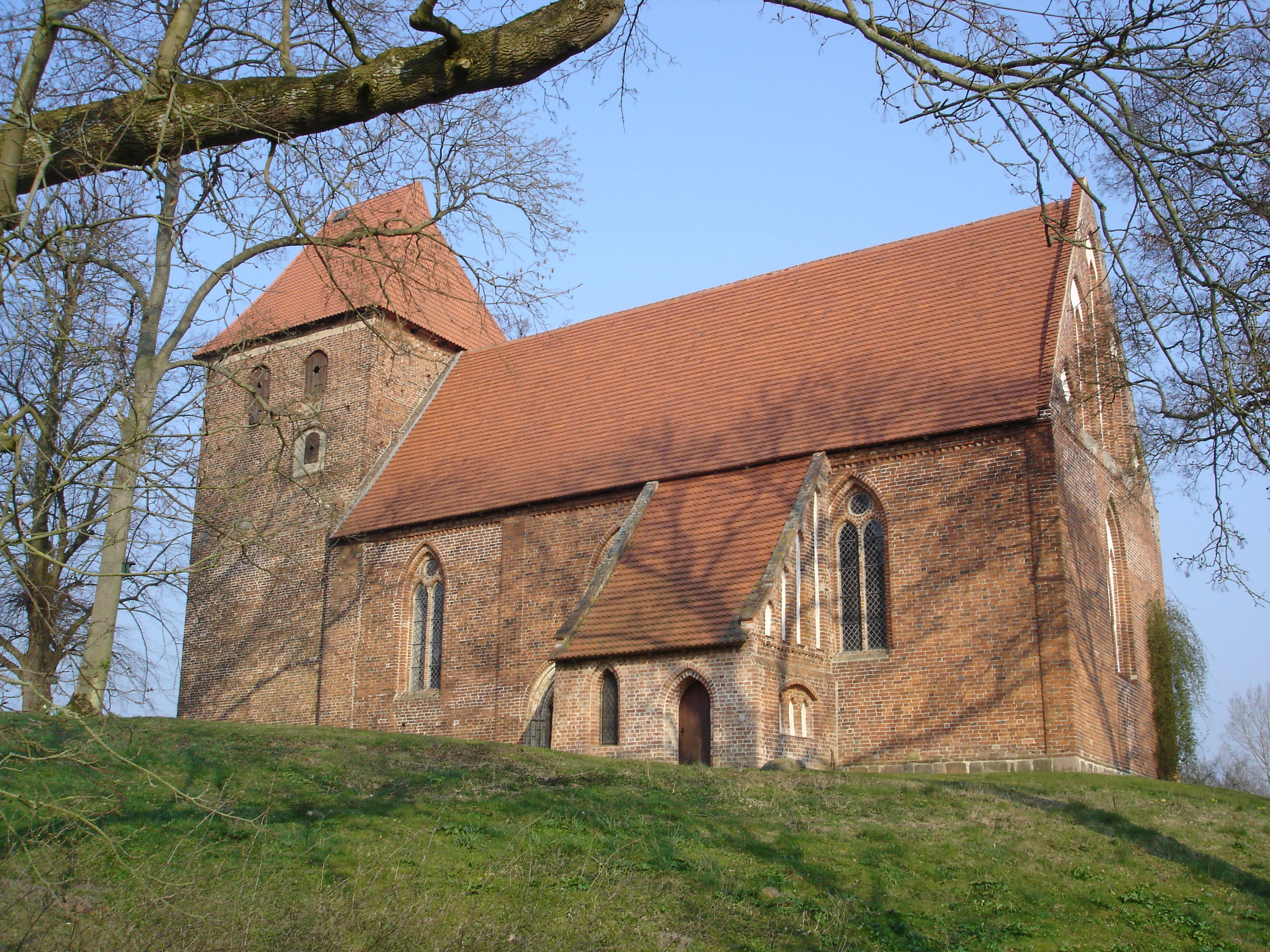
Kirche in Mühlen Eichsen
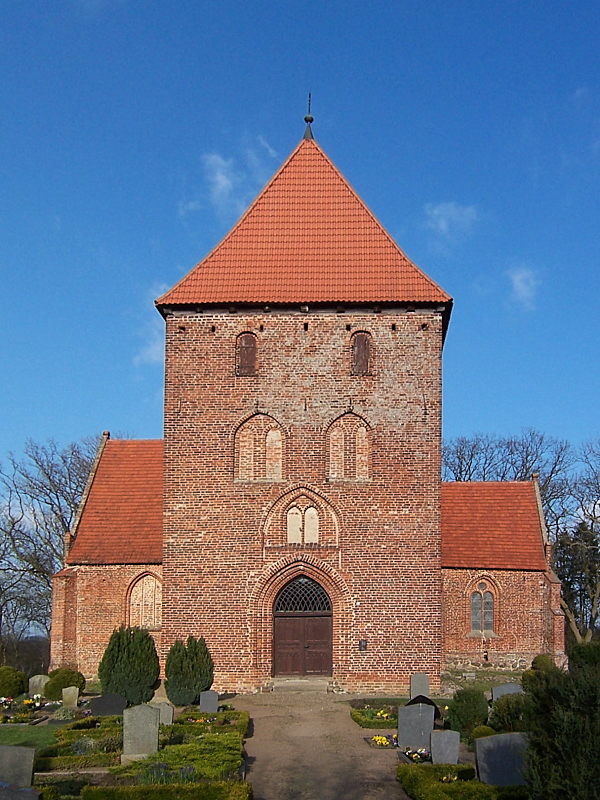
Kirche in Groß Eichsen
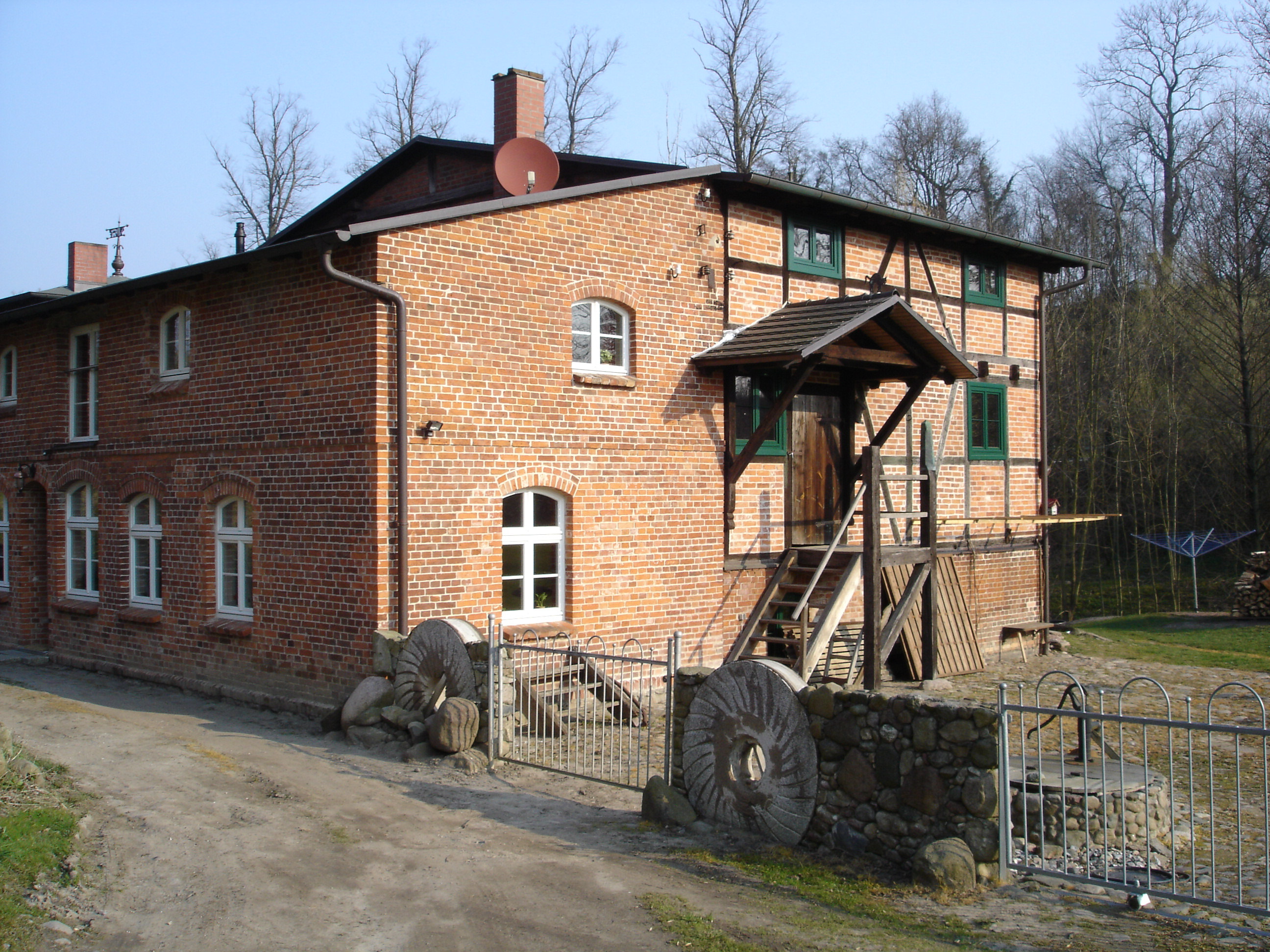
Ehem. Wassermühle in Mühlen Eichsen
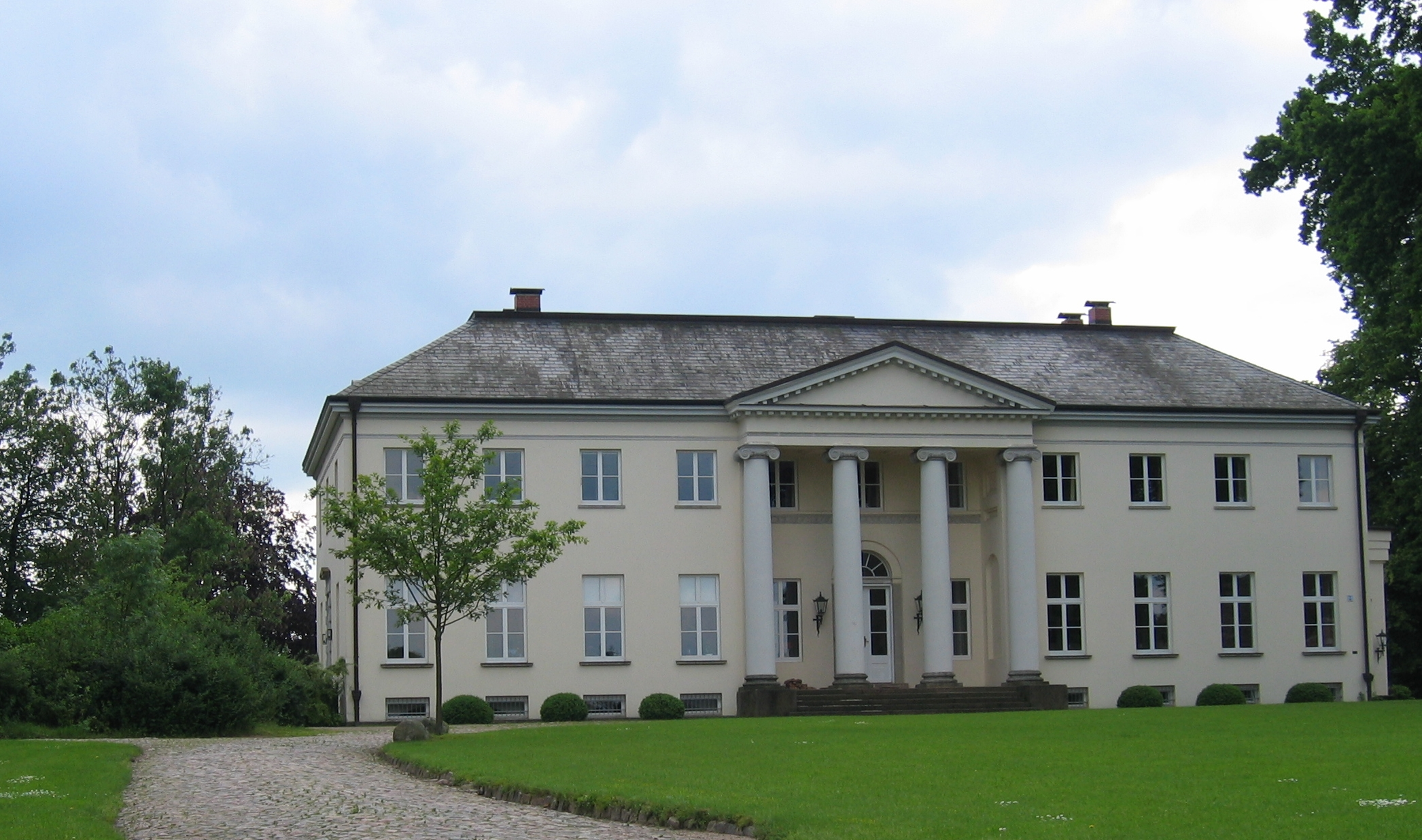
Herrenhaus Schönfeld im gleichnamigen Ortsteil

## Verkehrsanbindung
Die Bundesstraße 208 (Wismar – Gadebusch) kreuzt in Mühlen Eichsen die Verbindungsstraße von Schwerin nach Grevesmühlen. Die nächsten Bahnhöfe befinden sich in Grevesmühlen und Gadebusch – jeweils 13 km von Mühlen Eichsen entfernt.